# SA-5
SA-5 foi o primeiro lançamento do Bloco II do Saturno I para o Programa Apollo da NASA, a agência espacial dos Estados Unidos. O lançamento ocorreu no Cabo Canaveral em 29 de janeiro de 1964. O lançamento estava programado para o dia 27 de janeiro, mas problemas com o abastecimento de combustível adiaram a missão por dois dias.
Pela primeira vez no Projeto Apollo, um voo teria uma missão orbital. Isto só foi possível com a melhoria do primeiro estágio e com a adição do segundo estágio. O Saturno I voou com dois estágios, o S-I primeiro estágio e o S-IV segundo estágio.  Para o projeto as mudanças incluíram, no primeiro estagio S-I, uma ampliação nos tanques de combustível, o que possibilitou carregar 340.000 quilos de combustível usados em seus oito motores, e oito estabilizadores, instalados para dar mais estabilidade ao voo. No segundo estágio S-IV, os seis motores usaram hidrogênio líquido. Mas, como nos voos anteriores, o foguete carregou apenas o cone do nariz do Júpiter-C no lugar da nave Apollo.
O computador de orientação e controle foi posicionado acima do segundo estágio. Essa posição também foi adotada posteriormente no Saturno V que levou os astronautas à lua. A unidade controlou o foguete através da atmosfera automaticamente, compensando  todos os ventos ou perda de pressão durante a subida. O foguete enviou 1183 dados de verificação para a terra durante o voo, enquanto era seguido por seis telescópios. Nos primeiro 1000 metros o foguete foi filmado por 13 câmeras, que acompanharam todas as manobras. A separação dos dois estágios foi filmada por oito câmeras e seus destroços foram recuperados a 800 metros de distância, no Oceano Atlântico. Todo sistema de separação de estágios funcionou perfeitamente. O SA-5 entrou numa órbita altamente elíptica e reentrou dois dias mais tarde com o declínio de sua órbita.